# 暴走
暴走（ぼうそう）は、常軌や規則を無視して乱暴に走行することを指す。
ただし近年では、乱暴かどうかにかかわらず、「機械・装置などが、操作を受け付けず制御不能の状態、あるいは操作者が操作できない状態にあって、停止させられず異常に動作すること」という意味合いで使われる場合が多い。本記事では主にこの事象について記述する。

## 車両の暴走
車両の暴走には、無人のまま走り出す現象、運転者による制御が利かずに走る現象などがある。

### 自動車の暴走
自動車やオートバイを故意に暴走させる（道路交通法や道徳を無視して乱暴に走る）者がおり、そういった者は暴走族と呼ばれる。集団を構成して共同危険行為を行う共同危険型暴走族と、公道上で速度を競うように走行する俗に走り屋と呼ばれる違法競走型暴走族がある。運転者不在の暴走については「自走」ともよばれる。
意図しない暴走の例として、以下のような事例がある。
- 傾斜している場所に車両を駐車しているとき、斜面上におけるブレーキの利きが不十分なため、運転者が車から離れ無人のまま走り出して交通事故につながる例がある。重力の路面（鉄道車両においては線路）に平行な成分が車体に加わっているが、ブレーキが十分に利いていないと、その力に抵抗できず、車輪が転がるからである。
- ブレーキとアクセルの踏み間違え事故。ブレーキペダルを踏むつもりでアクセルペダルを踏んでしまうことがあり、それによって人や建造物に衝突する例がある。
- 居眠り運転、違法薬物の影響、てんかんなどにより、運転者が意識に障害を生じ正常な運転操作をすることができなくなることによって生じる事故も、近年ではマスメディアなどにより「暴走」と呼ばれるようになっている（例：亀岡暴走事故、2014年池袋暴走事故など[2]）。通常の処方薬等でも、添付文書に、「発現状況に応じ自動車運転等の禁止又は自動車運転等の際は注意が必要とする旨（以下「自動車運転等の禁止等」という。）」という文言が記載されている薬もあり、服用者への注意喚起や危険性の説明が重要である[3]。

### 鉄道車両における暴走
制限速度を誤認識し、カーブや分岐器などを通過する際に速度を大幅に超過して脱線などの事故につながった例があるほか、自動車と同様、運転者が正常な運転操作をすることができなくなったことによる暴走事故や、勾配で転動した例、また力行（加速）状態にしたまま列車を離れてしまった例もある。無人運転の場合、保安装置の不具合によりブレーキが正常に作動せず暴走した例がある。
人為的に列車を暴走させた例としては1949年に発生した三鷹事件がある。
意図しない暴走の例としては、映画「アンストッパブル」の基となったCSX8888号暴走事故がある。
無人運転での暴走の例としては1993年に発生したニュートラム暴走衝突事故がある。

## 電気・電子回路における暴走
コンピュータにおいて、プログラムの入力ミスなどにより、プログラムが無限ループなどを起こし、操作ができなくなってしまうことを「暴走する」と表現することがある。この現象を止めるには、キーボードで特定のキーを組み合わせて長押しするか、オペレーションシステムまたはアプリケーションを再起動あるいは強制終了する必要がある。
電気回路において、発熱が更なる発熱を招き、温度制御が不能な状態を熱暴走と呼ぶ。一般に、電気回路に電流を流すと、電気抵抗に比例して発熱する（ジュールの法則）。さらに、コンピュータに用いられる導線は細い（断面積が小さい）ため、抵抗が大きい。以上の理由で、電気回路、特にコンピュータの回路は熱暴走に陥ることがある。
また、上記のコンピュータの制御不可能な状態のうち、発熱が原因であるものを、俗に熱暴走と呼ぶことがある（オーバーヒートを参照）。コンピュータには、蓄熱を防ぐため、ファンや水冷装置など、冷却装置が装備されている。

## 化学における暴走
電気回路と同様、発熱が更なる発熱を招き、温度制御が不能な状態を熱暴走と呼ぶ。